# Pseudoselago hilliardiae
Pseudoselago hilliardiae är en flenörtsväxtart som beskrevs av John Charles Manning och Goldblatt. Pseudoselago hilliardiae ingår i släktet Pseudoselago och familjen flenörtsväxter. Inga underarter finns listade i Catalogue of Life.